# Максимов, М.
Макси́мов М. (буква М. использовалась вместе с его фамилией для отличия от других актёров Максимовых) — артист, выступавший на Императорской санкт-петербургской сцене в середине XIX века. Француз по происхождению. Приобрёл известность в провинции, а в 1850-х годах выступал в Санкт-Петербурге в ролях драматических любовников, комических и с переодеванием, заменяя Алексея Максимова и Василия Самойлова.